# Psychoda fucastra
Psychoda fucastra är en tvåvingeart som beskrevs av Quate 1962. Psychoda fucastra ingår i släktet Psychoda och familjen fjärilsmyggor. Inga underarter finns listade i Catalogue of Life.